# Bronisze (województwo mazowieckie)
Bronisze – wieś w Polsce położona w województwie mazowieckim, w powiecie warszawskim zachodnim, w gminie Ożarów Mazowiecki.
Wieś szlachecka położona była w drugiej połowie XVI wieku w powiecie błońskim ziemi warszawskiej województwa mazowieckiego. W latach 1975–1998 miejscowość administracyjnie należała do województwa warszawskiego.
W 2021 miejscowość liczyła 591 mieszkańców.

## Historia

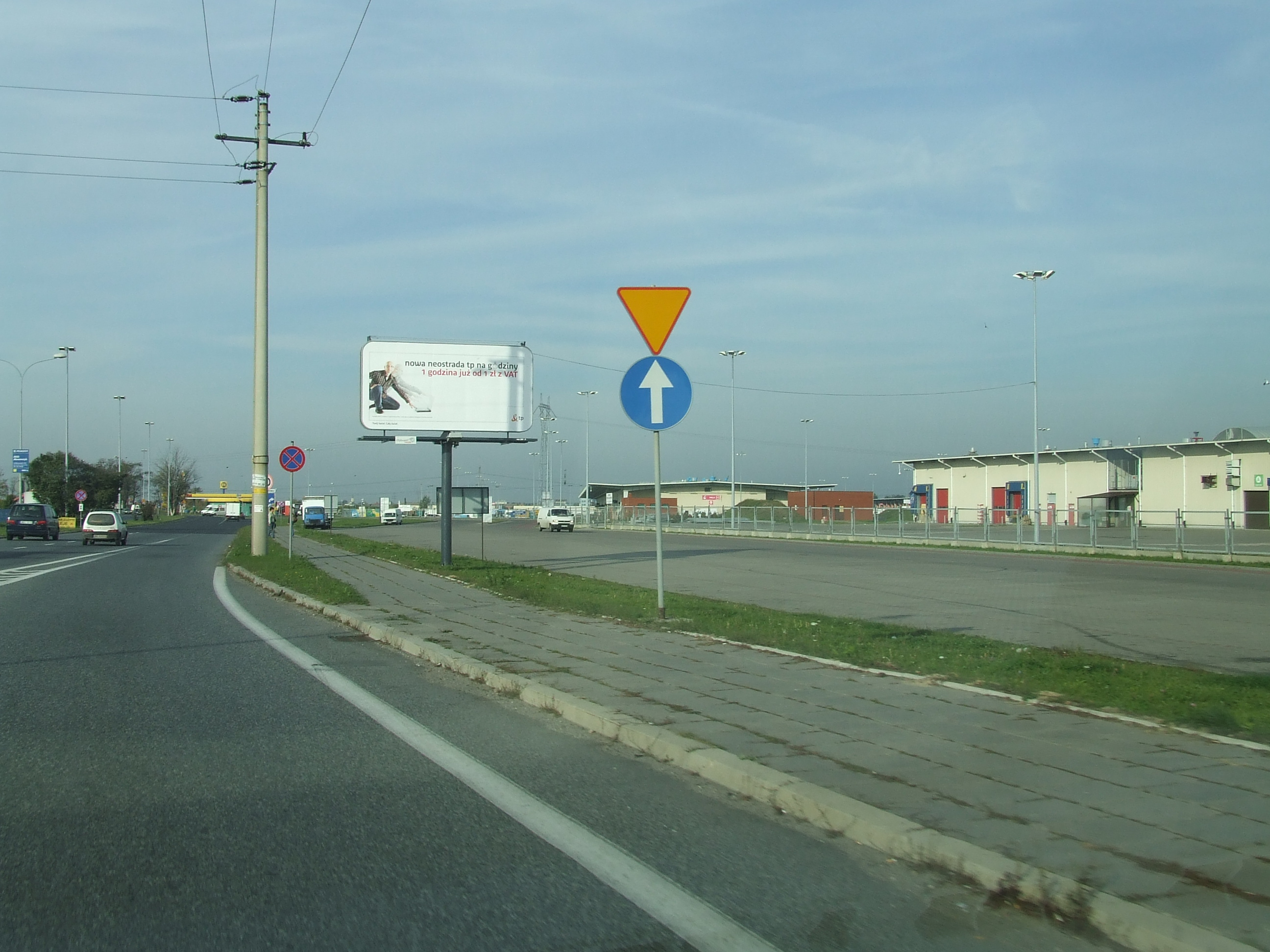
Warszawski Rolno-Spożywczy Rynek Hurtowy

W okresie Królestwa Kongresowego w latach 1815–1830 przez Bronisze wytyczony został trakt kaliski, w miejscu starego traktu z Warszawy przez Błonie do Sochaczewa. 17 lipca 1831 w czasie powstania listopadowego miała tu miejsce bitwa pod Broniszami pomiędzy wojskami polskimi i rosyjskimi, oddział dowodzony przez generała Iwana Osipowicza de Witta podczas starcia wciągnął Polaków w zasadzkę, w której ponad 1300 żołnierzy dostało się do niewoli. Wydarzenie to upamiętnia obelisk wzniesiony w południowej części miejscowości. W XIX wieku wieś była ośrodkiem dla okolicznych dóbr w powiecie warszawskim w guberni warszawskiej. W 1841 roku dobra ziemskie Bronisze z Piotrkówkiem nabywa na licytacji Józef hrabia Moszczeński z żoną Nepomuceną. Kolejnym właścicielem majątku Bronisze był profesor SGGW, ekonomista rolny i działacz społeczny Stefan Moszczeński. Z jego domu w wyniku działań wojennych pozostała jedynie piwnica. Dziś w tym miejscu stoi pomnik upamiętniający wybitnego mieszkańca wsi.
W czasie wojny obronnej w 1939 roku także tędy do Warszawy przedzierały się niedobitki polskich oddziałów po bitwie nad Bzurą.
Od 1997 roku działa tu Warszawski Rolno-Spożywczy Rynek Hurtowy „Bronisze” S.A., a od marca 2000 oficjalnie przeniesiono handel z Okęcia na Bronisze. Wykonawcą budowy kompleksu była firma Mostostal-Export S.A. W Broniszach działa także amatorski teatr – grupa teatralna Bronisze, która zdobywa liczne nagrody na festiwalach teatralnych. Obecnie znajdują się tu siedziby wielu firm zajmujących się głównie handlem i usługami, miejscowość znana jest także z produkcji rolno-ogrodniczej.

## Związani z Broniszami
- Janusz Byliński (ur. 1952) – prezes zarządu Warszawskiego Rolno-Spożywczego Rynku Hurtowego „Bronisze” S.A.
- Stefan Moszczeński (1871-1946) – profesor SGGW, ekonomista rolny, właściciel majątku Bronisze

## Zabytki

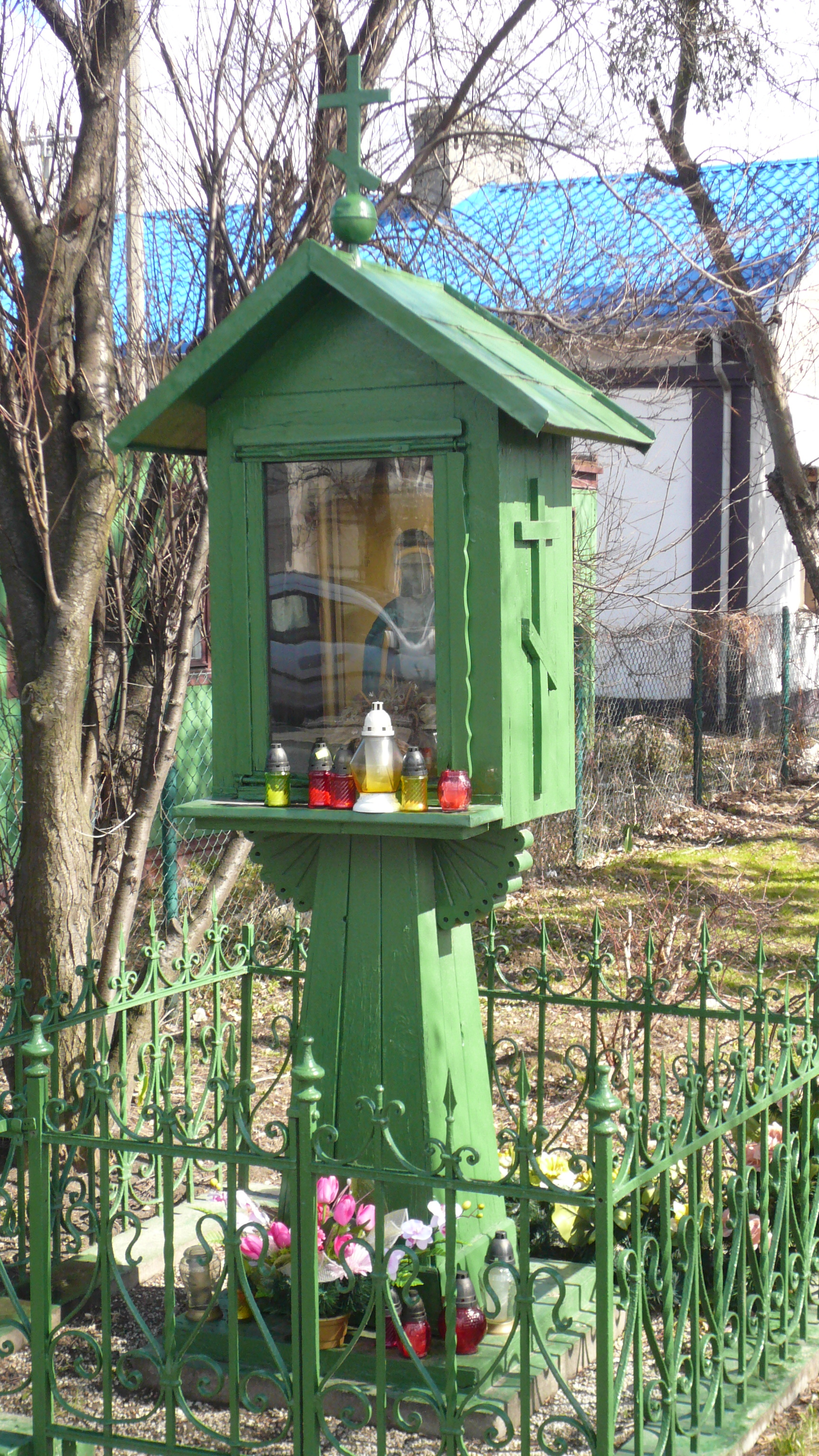
Kapliczka obrządku wschodniego

W Broniszach znajduje się drewniana kapliczka przydrożna obrządku wschodniego (prawosławna lub greckokatolicka). Tego rodzaju obiekty są rzadkością na terenach zamieszkanych przez ludność obrządku rzymskokatolickiego. Być może, kapliczka upamiętnia ważne wydarzenie z życia jakiejś osobistości, wyznającej chrześcijaństwo obrządku wschodniego, np. śmierć, lub przeciwnie, uratowanie życia.
Kapliczką opiekuje się parafia prawosławna na warszawskiej Woli.